# Eugenio Faludi
Eugenio Giacomo Faludi o Jakab Floh in lingua ungherese (Budapest, 1899 – Toronto, 1981) è stato un architetto ungherese naturalizzato italiano.
Nato in Ungheria da famiglia italiana, Faludi si trasferì in giovane età in Italia a causa del clima politico e delle persecuzioni razziali.  A Roma si diplomò alla Scuola superiore di architettura e aderì al razionalismo italiano; nel 1926 aderì al GUR, Gruppo Urbanisti Romani e successivamente fece parte al MIAR, Movimento Italiano per l'Architettura Razionale. Partecipò alla Prima Esposizione Italiana di Architettura Razionale di Roma del 1928. Collaborò alla stesura di diversi concorsi di piani regolatori fra cui quello di Brescia (1928, 2º premio) e di Verona (1932, 1º premio). A Roma adattò gli interni e l'arredamento della nuova sede dell'Accademia Ungherese; a Milano le ville Prandi e Tortoli, la sede del Gruppo «Fabio Filzi» (oggi uffici della Guardia di Finanza) e operò le trasformazioni dei teatri Lirico, Excelsior, Olimpia, Manzoni. Nel 1934 progettò il padiglione della SNIA alla Fiera Campionaria di Milano; a Bari disegnò il Padiglione dei tessili alla Fiera del Levante del 1936.